# Franjo Balassa de Gyarmáth
Franjo Balassa de Gyarmáth (Kékkő, danas Modrý Kameň, Slovačka, 1736. – Kékkő, 28. kolovoza 1807.), ugarski velikaš, hrvatski ban (1785. – 1790.) i carski komesar.
Istaknuo se provođenjem reformi kraljice Marije Terezije (1740. – 1780.) na dužnosti srijemskog župana (1762. – 1785.), a potom je imenovan za bana i komesara Zagrebačkoga distrikta te župana Požeške županije (1785. – 1790.). Obnašajući navedene dužnosti postao je glavnim nositeljem centralizatorskih težnji prosvijećenog apsolutizma cara i kralja Josipa II. (1780. – 1790.) u Hrvatskoj. Dobio je zadatak provesti podjelu Ugarske i Hrvatske na deset okružja, čime bi se negirale postojeće povijesne granice.
Za njegova banovanja stvoreno je Ugarsko primorje, uveden katastar, izvršen prvi popis stanovništva, a njemački jezik uveden u javnu upravu. Povratkom ustavnog stanja 1790. godine, nije se mogao više održati na vlasti pa je napustio Hrvatsku.

## Vanjske poveznice
- Franjo Balassa de Gyarmáth Hrvatska enciklopedija
- Franjo Balassa de Gyarmáth Proleksis enciklopedija

| Političke dužnosti          | Političke dužnosti         | Političke dužnosti     |
| --------------------------- | -------------------------- | ---------------------- |
| prethodnik Franjo Esterházy | Hrvatski ban 1785. – 1790. | nasljednik Ivan Erdődy |